# Кадаиф
Кадаиф (или Кадаиф резанци) је врста танких, врло кратких резанаца израђених од брашна и воде. Користе се за производњу блискоисточног десерта и других намирница у региону Средоземног мора. Ово је, уз баклаву и кнафех, најпопуларнији је десерт у Турској.